# ATP de Casablanca de 2013
O ATP de Casablanca de 2013 foi um torneio da de tênis masculino disputado em quadras de saibro na cidade de Casablanca, no Marrocos. Esta foi a 27ª edição do evento. 

## Distribuição de pontos
| Evento  | V   | F   | SF | QF | Segunda rodada | Primeira rodada | Q  | Q3 | Q2 | Q1 |
| Simples | 250 | 150 | 90 | 45 | 20             | 0               | 12 | 6  | 0  | 0  |
| Duplas  | 250 | 150 | 90 | 45 | 0              | —               | —  | —  | —  | —  |

## Chave de simples

### Cabeças de chave
| País | Jogador              | Rank1 | Cabeça |
| ---- | -------------------- | ----- | ------ |
| SUI  | Stanislas Wawrinka   | 17    | 1      |
| RSA  | Kevin Anderson       | 29    | 2      |
| SVK  | Martin Kližan        | 32    | 3      |
| FRA  | Benoît Paire         | 33    | 4      |
| AUT  | Jürgen Melzer        | 37    | 5      |
| ESP  | Daniel Gimeno-Traver | 48    | 6      |
| NED  | Robin Haase          | 52    | 7      |
| SLO  | Grega Žemlja         | 54    | 8      |

- 1 Rankings como em 1 de abril de 2013

### Outros participantes
Os seguintes jogadores receberam convites para a chave de simples:
- Younes Rachidi
- Stanislas Wawrinka
- Mehdi Ziadi

Os seguintes jogadores entraram na chave de simples através do qualificatório:
- Pablo Carreño-Busta
- Marc Gicquel
- Henri Laaksonen
- Filippo Volandri

### Desistências
Antes do torneio
- Daniel Brands
- Marcel Granollers
- Marinko Matosevic
- Albert Ramos
- João Sousa
- Sergiy Stakhovsky

## Chave de duplas

### Cabeças de chave
| País | Jogador           | País | Jogador         | Rank1 | Cabeça |
| ---- | ----------------- | ---- | --------------- | ----- | ------ |
| AUT  | Julian Knowle     | SVK  | Filip Polášek   | 65    | 1      |
| CZE  | Lukáš Dlouhý      | AUS  | Paul Hanley     | 80    | 2      |
| CZE  | František Čermák  | SVK  | Michal Mertiňák | 88    | 3      |
| ITA  | Daniele Bracciali | ITA  | Potito Starace  | 97    | 4      |

- 1 Rankings como em 1 de abril de 2013

### Outros participantes
As seguintes parcerias receberam convites para a chave de duplas:
- Yassine Id Mbarek /  Younes Rachidi
- Mohamed Saber /  Mehdi Ziadi

## Campeões

### Simples
- Tommy Robredo venceu  Kevin Anderson, 7–6(8–6), 4–6, 6–3

### Duplas
- Julian Knowle /  Filip Polášek venceram  Dustin Brown /  Christopher Kas, 6–3, 6–2